# عمر طاهر
عمر طاهر (23 يوليو 1975، سوهاج -) هو كاتب وصحفي وشاعر مصري عمل في العديد من الصحف والقنوات المصرية والعربية، وله العديد من المؤلفات الأدبية والمؤلفات السينمائية.

## حياته الدراسية
حاصل على بكالوريوس التجارة وإدارة الأعمال من كلية التجارة وإدارة الأعمال جامعة حلوان عام 1998.

## أعماله الفنية
- أصالة: (خليها على الله)[2]
- رامي صبري (حبيبي الأولاني[2] - سكت ليه[3] - وجه كريم[4] - كلمة[5])
- (جد الحسن) - غناها مع عزيز الشافعي.[6]
- حمزة نمرة - أحكيلك خوفي - 2020

## عمله الصحفي

### صحف

#### قومية
- جريدة أخبار اليوم
- جريدة الأهرام (عدد الجمعة الأسبوعي)

#### خاصة
- جريدة التحرير (مقال يومي بعنوان الزاوية)[7][8]
- جريدة المصري اليوم[9]
- جريدة الدستور[10]
- جريدة الجيل
- جريدة عين

### مجلات
- مجلة 7 أيام
- مجلة علاء الدين للأطفال[11]
- مجلة الأهرام الرياضى
- مجلة إحنا.[12][13]

## كتاباته التلفزيونية والسينمائية
- مؤلف حلقات مسلسل الكارتون (سوبر هنيدي).[2]
- شارك في تأليف فيلم (عمليات خاصة).[14]
- مؤلف فيلم (طير أنت).[15]
- مؤلف فيلم (يوم مالوش لازمة) - بطولة محمد هنيدي 2015.[16]
- مؤلف فيلم (كابتن مصر) - بطولة محمد إمام 2015.[17]
- حلقات «شباب أون لاين» مع آخرين - محطة المؤسسة اللبنانية للإرسال.[18]
- حلقات «هادي وفادي» - الفضائية المصرية.

## عمله للمحطات الفضائية والإذاعات
- برنامج «اف ام تي في» - مع أحمد العسيلي - محطة مزيكا.
- برنامج «على مسؤليتي» تقديم دريد لحام - محطة إم بي سي.
- برنامج «ايه اللي بيحصل ده» - وكالة الأهرام للإعلان.
- حلقات «راديو ستار» مع آخرين - التلفزيون المصري.
- برنامج «آخر كلام» - القناة الأولى.
- برنامج «جو فنانين» - محطة دريم.
- برنامج «مصري أصلى» - محطة نايل لايف.
- مقدم البرنامج الاذاعي واحد صاحبي - إذاعة نجوم اف ام.
- فكرة وتقديم برنامج مصري اصلي - التليفزيون المصري 2010.
- رئيس الوفد المصري في مخيم الشباب القومى العربي (السودان - 1999).
- عضو بعثة الأهرام الصحفية إلى إيران وأفغانستان والبرازيل والأرجنتين وتشيلي (1999-2002).
- مبعوث نصف الدنيا لتغطية وقائع جنازة حافظ الأسد - دمشق - (2001).
- مراسل إذاعة النور اللبنانية في القاهرة (2000 - 2001).
- مقدم برنامج (صنايعية مصر) 2017 - إذاعة نغم إف إم.
- مقدم برنامج (وصفولي الصبر.. عن الكتابة وأهلها) 2018 - قناة TEN.[12][13]

## إصداراته من الكتب
- بعد ما يناموا العيال.. مجموعة قصصية- 2021 (دار نشر الكرمة)

- مشوار لحد الحيطة.. شعر - 1998 (دار شرقيات)[19]
- لابد من خيانة.. شعر - 2000 (دار شرقيات)[20]
- بالقرب من نهر بيدر جلست وبكيت.. رواية - 2002 مترجمة عن الأديب البرازيلي باولو كويلو[21]
- عرفوه بالحزن.. شعر - 2003 (دار ميريت)[22]
- وضع محرج.. شعر - 2005 (دار ميريت)[23]
- شكلها باظت.. ألبوم أجتماعي ساخر.. 2006 (دار أطلس)[24]
- كابتن مصر.. ألبوم ساخر للمراهقين.. 2007 (دار أطلس)[25]
- قهوة وشيكولاتة.. شعر.. 2008 (دار أطلس)[26]
- ابن عبد الحميد الترزى..البوم سينمائي ساخر..2009 (دار أطلس)[27]
- جـر ناعم - 2009 (دار نشر أطلس)[28]
- سلسلة المقالات الساخرة - 2010 (إي-كتب)[29]
- الخيانة.. مشوار محرج لحد الحزن - 2010 (دار نشر أطلس)[30]
- رصف مصر - 2010 مجموعة مقالات للدستور وغيرها[31]
- برما يقابل ريا وسكينة - 2010 (دار نشر أطلس)[32]
- أقوال برما - (دار نشر أطلس)[33]
- الهول - (دار نشر الكرمة)[34]
- مايحكمشي: ألبوم سياسي ساخر - 2010 (دار روايات للنشر الإلكتروني)[35]
- زملكاوي.. ألبوم مئوية الجماهير - 2010 (دار نشر أطلس)[36]
- كمين القصر العيني - 2012 (دار نشر أطلس)[37]
- زمن الغم الجميل - 2012 (دار نشر أطلس)[38]
- الكلاب لا تأكل الشيكولاتة - 2013 (دار نشر أطلس)[39]
- طريق التوابل - 2014 (دار نشر أطلس)[40]
- شركة النشا والجلوكوز - 2015 (دار نشر أطلس)[41]
- أثر النبي - 2015 (دار نشر أطلس)[42]
- إذاعة الأغاني - 2015 (دار نشر الكرمة)[43]
- إنفينيتي - 2016 (دار نشر فصلة)[34]
- عمر طاهر يتصل بك - 2016 (دار نشر الكرمة)[44]
- صنايعية مصر - 2016 (دار نشر الكرمة)[45]
- ألبومات عمر طاهر الساخرة «تضم «شكلها باظت» و«كابتن مصر» و«ابن عبد الحميد الترزي» و«رصف مصر» و«زملكاوي»» - 2018 (دار نشر الكرمة)[46]
- كتاب المواصلات - 2018 (دار نشر الكرمة)[47]
- كحل وحبهان - 2019 (دار نشر الكرمة)[48]
- من علم عبد الناصر شرب السجائر- 2020 (دار نشر الكرامة)

## وصلات خارجية
- عمر طاهر على موقع الدهليز
- عمر طاهر على موقع قاعدة بيانات الأفلام العربية
- عمر طاهر على موقع أرشيف الشارخ.
- صفحة الكاتب عمر طاهر على موقع أبجد